# Écouviez
Écouviez település Franciaországban, Meuse megyében. Lakosainak száma 534 fő (2022. január 1.). Écouviez Rouvroy, Velosnes és Verneuil-Grand községekkel határos.

## Népesség
A település népességének változása:
| Lakosok száma | 530  | 393  | 446  | 528  | 499  | 502  | 510  | 514  | 515  | 534  |
|               | 1968 | 1982 | 1990 | 2006 | 2013 | 2015 | 2017 | 2019 | 2020 | 2022 |